# Lumineszenzstrahler

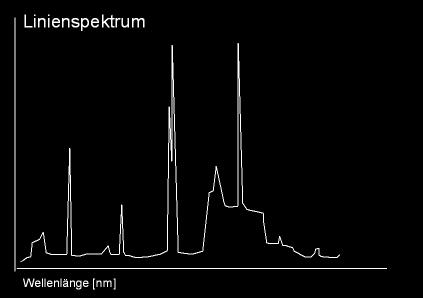
Linienspektrum eines Lumineszenzstrahlers

Unter einem Lumineszenzstrahler versteht man eine Lichtquelle, die Licht aus einem Lumineszenzprozess erzeugt und nicht aus einem glühenden Körper (Wärmestrahlung), wie bei Glühlampen.
Zu den Lumineszenzstrahlern gehören Gasentladungslampen, wie z. B. die Leuchtstoffröhre oder die Natriumdampflampe. Hier werden Atome (Quecksilber bei der Leuchtstoffröhre, Natrium bei der Natriumdampflampe) durch Stöße angeregt und die Energie durch einen Fluoreszenzprozess wieder abgegeben.
Eine weitere Klasse von Lumineszenzstrahlern nutzt die Elektrolumineszenz. Hierzu gehören anorganische Leuchtdioden (LEDs) und  organische Leuchtdioden (OLEDs) sowie Elektrolumineszenz-Folien. Das Licht wird durch Anlegen einer elektrischen Spannung bzw. eines elektrischen Feldes in einem Festkörper erzeugt.
Lumineszenzstrahler zeigen je nach Bauart völlig verschiedene Spektren, angefangen beim Linienspektrum über Bandenspektren bis zu kontinuierlichen Spektren. Bei der Leuchtstoffröhre beispielsweise wird das unsichtbare UV-Licht durch einen Leuchtstoff in ein Bandenspektrum umgewandelt, das für das menschliche Auge weiß erscheint. Die Natriumdampflampe zeigt ein Linienspektrum mit einer orangen Linie. Der Wirkungsgrad dieser Lampe ist extrem hoch, allerdings ist die Farbwiedergabe schlecht, sodass Natriumlampen nur für spezielle Zwecke, zum Beispiel Straßenbeleuchtung, geeignet sind.

## Wirkungsgrad
Der Wirkungsgrad beträgt typischerweise 40 bis 99 Prozent.